# Équipe d'Uruguay de football
Cet article traite de l'équipe masculine. Pour l'équipe féminine, voir Équipe d'Uruguay féminine de football.
Maillots
Actualités
L'équipe d'Uruguay de football (Selección de fútbol de Uruguay) surnommée la Céleste, est la sélection de joueurs uruguayens représentant le pays lors des compétitions internationales de football masculin, sous l'égide de l'Association uruguayenne de football. La sélection uruguayenne est surnommée la Celeste en français : « la céleste ».
Elle est, avec 19 trophées internationaux, l'équipe nationale la plus titrée au monde devant l'Argentine et le Brésil (chacune avec 18).
Créée en 1902, la sélection uruguayenne est durant la première moitié du XXe siècle une des meilleures équipes de la planète, alors que le pays ne compte pas plus de deux millions d'habitants. Elle remporte notamment deux titres olympiques (en 1924 et en 1928) et la première Coupe du monde en 1930, ainsi que de nombreux championnats d'Amérique du Sud. La Celeste s'adjuge une deuxième Coupe du monde en 1950 en dominant « en finale » le Brésil au Maracanã de Rio de Janeiro, plongeant tout un peuple dans le désarroi.
À noter que le maillot uruguayen comporte quatre étoiles, dans la mesure où les deux titres olympiques obtenus en 1924 et 1928 avant la toute première Coupe du monde, s'ajoutent à ceux gagnés dans celle-ci en 1930, et vingt ans plus tard au Brésil.
Après plusieurs décennies de résultats décevants, la sélection uruguayenne renoue avec son glorieux passé lors de la Coupe du monde 2010 où elle atteint les demi-finales. Son meneur de jeu Diego Forlán est désigné meilleur joueur du tournoi et finit co-meilleur buteur. Elle remporte en 2011 la Copa América, la compétition opposant les sélections d'Amérique du Sud, pour la 15e fois, un record.
Son style de jeu historique est la garra, ou garra charrúa, caractérisée par son grand engagement physique et sa force mentale.

## Historique

### Les débuts de la sélection (1901-1915)

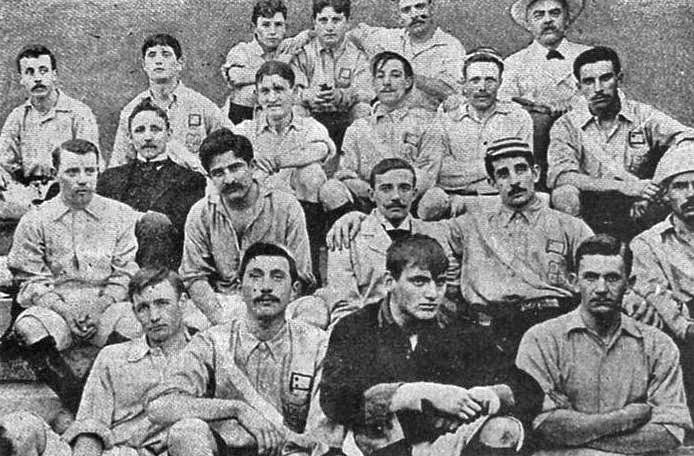
Uruguay-Argentine en 1903

Le football est introduit à Montevideo dès la fin des années 1870 et pratiqué au sein du Montevideo Cricket Club (en), fondé par des émigrants anglais en 1861. Des matchs de football se disputent de plus en plus régulièrement et des clubs dédiés uniquement à sa pratique apparaissent dans la capitale uruguayenne. Le 15 août 1899, une rencontre oppose une sélection des meilleurs joueurs de Montevideo à une sélection venue de Buenos Aires, la capitale argentine située de l'autre côté du río de la Plata, pour les 70 ans de la reine Victoria du Royaume-Uni. Les Argentins l'emportent 3-0.
En mars 1900, quatre clubs de Montevideo, l'Albion Football Club, le CURCC, le Deutscher Fussball Klub et l'Uruguay Athletic Club (es) fondent l'Association uruguayenne de football (Asociación Uruguayana de Fútbol, ou AUF), qui organise immédiatement un championnat annuel des clubs. Le 16 mai 1901, l'Albion Football Club, renforcé pour l'occasion par quelques joueurs du Club Nacional de Football (deux des principaux clubs de Montevideo), organise un match contre une sélection argentine, qui se solde par une défaite uruguayenne sur le score de 2-3. Cette rencontre est parfois considérée comme une première internationale hors de Grande-Bretagne mais elle n'est aujourd'hui pas reconnue par les fédérations uruguayenne et argentine,. La première rencontre officielle entre les sélections des deux fédérations voisines a lieu le 20 juillet 1902 à Montevideo. L'Uruguay s'incline face à l'Argentine, sur le score de 6 buts à 0, ce qui reste à ce jour sa plus large défaite. Le 13 septembre 1903, la sélection uruguayenne, composée de joueurs du Nacional, remporte sa première victoire, sur l'Argentine à Buenos Aires (3-2).
Entre 1902 et fin 1915, l'Uruguay dispute 35 matchs dont 34 avec son voisin. Ces duels, organisés à Montevideo, Buenos Aires ou Avellaneda en Argentine, sont l'objet de trophées amicaux, Copa Lipton et Copa Newton notamment. La première autre équipe rencontrée est le Chili en 1910, à l'occasion de la Copa Centenario Revolución de Mayo, le prédécesseur de la Copa América.

### La grande puissance mondiale du football (1916-1930)

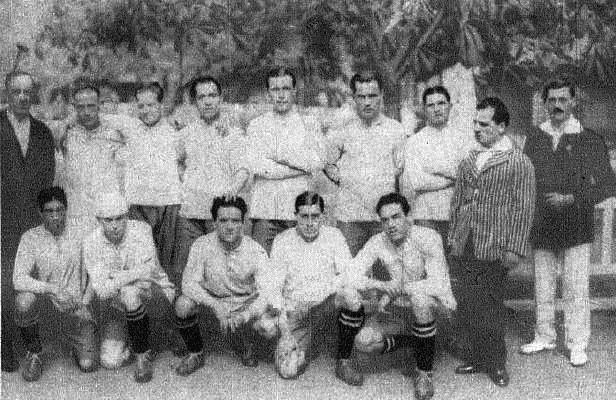
Les champions d'Amérique du Sud 1920. Debout : Urdinarán, Pérez, Romano, Piendibene, Foglino, Ravera ; Accroupis : Somma, Zibechi, Ruotta, Legnazzi, Cámpolo. Entraîneur : Fígoli.

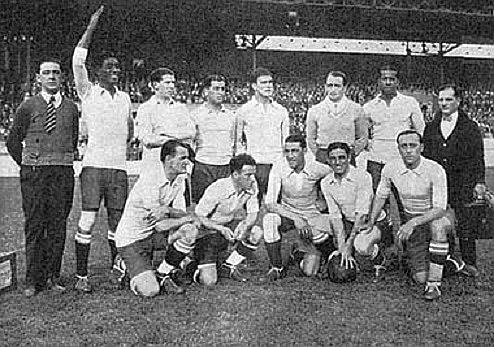
JO de 1928, l'équipe uruguayenne reste championne olympique.

En 1916, l'Association uruguayenne de football fonde avec ses homologues argentine, chilienne et brésilienne la Confédération sud-américaine de football (CONMEBOL), qui se charge d'organiser dès lors un Campeonato Sul-Americano en français : « Championnat sud-américain des nations » chaque année. La première édition en 1916 a lieu à Buenos Aires. Vainqueurs du Chili (4-0) et du Brésil (2-1), les Uruguayens remportent le trophée en tenant le match nul face à l'Argentine dans une ambiance hostile. Ils conservent leur couronne l'année suivante, alors que le tournoi se joue à Montevideo. En 1919 l'Uruguay s'incline face au Brésil lors d'une finale organisée en match d'appui, qui doit être prolongée deux fois de 30 minutes pour offrir un vainqueur. La Celeste reprend son bien en 1920 au Chili, infligeant au passage la plus lourde défaite de l'histoire de la sélection brésilienne (6-0). C'est sa 3e victoire en quatre éditions.
L'Uruguay perd sa couronne sud-américaine en 1921 et 1922, deux tournois marqués par des défaites surprises face au Paraguay, le nouveau venu dans la compétition, puis la récupère en 1923 et en 1924.
La Fédération uruguayenne s'affilie à la Fédération internationale de football association (FIFA) en 1923. Champion sud-américain en titre, l'Uruguay est invitée en 1924 à Paris pour le tournoi de football des Jeux olympiques, la première compétition à réunir des sélections d'Europe et d'Amérique du Sud. À la grande surprise des observateurs, la Celeste survole le tournoi en remportant tous ses matchs, face à la Yougoslavie (7-0), les États-Unis (3-0), la France, pays hôte (5-1), les Pays-Bas (2-1) et la Suisse en finale (3-0), devant plus de 40 000 spectateurs. Pedro Petrone est le meilleur buteur de la compétition avec 8 buts, José Andrade impressionne comme meneur de jeu. Face au style physique et rustre des Européens, la sélection sud-américaine oppose un jeu collectif basé sur des passes courtes, une bonne technique individuelle et une occupation intelligente de l'espace, couplé à une excelle préparation physique. Avec cette démonstration, le football change d'époque.
En 1926, l'Uruguay remporte de nouveau le championnat sud-américain. Remettant son titre en jeu, il remporte le 9 novembre 1927 face à la Bolivie la plus large victoire de son histoire (9-0). Battu finalement par l'Argentine de justesse (3-2), l'Uruguay lui abandonne sa couronne. Un an plus tard, les Uruguayens tiennent leur revanche lors Jeux olympiques d'Amsterdam. Alignant huit héros de 1924, la Celeste conserve son titre olympique en battant les Pays-Bas (2-0), l'Allemagne (4-1) et l'Italie (3-2). En finale ils retrouvent leurs grands rivaux argentins et l'emportent en match d'appui (1-1 puis 2-1). Les tournois de football des Jeux olympiques de 1924 et 1928 seront les seuls co-organisés par la FIFA, qui les reconnait comme des championnats du monde.

L'équipe d'Uruguay à la Coupe du monde 1930.

Devant le succès populaire de ces tournois mondiaux, la FIFA décide en 1928 d'organiser sa propre compétition, qui soit ouverte aux joueurs professionnels. En 1929, il confie à l'Uruguay l'organisation de la première édition de la Coupe du monde de football, pour fêter le centenaire de l'indépendance du pays. Double champion olympique en titre et jouant à domicile, l'Uruguay est logiquement favori,,.
Les Uruguayens répondent aux attentes en battant le Pérou (1-0, but de Héctor Castro), à l'occasion de l'inauguration du stade Centenario, le grand stade construit à Montevideo, puis la Roumanie (4-0, buts de Pablo Dorado, de Héctor Scarone, de Peregrino Anselmo et de Pedro Cea) au premier tour, puis la Yougoslavie (6-1, triplé de Pedro Cea, doublé de Peregrino Anselmo et but de Santos Iriarte). En finale, l'Uruguay retrouve son adversaire de toujours, l'Argentine. Dans une ambiance folle, devant 93 000 spectateurs et de nombreux journalistes, les locaux retournent une situation délicate à la pause et l'emportent finalement 4 buts à 2 (buts de Pablo Dorado, de Pedro Cea, de Santos Iriarte et de Héctor Castro),.

### Un deuxième titre «surprise» au Maracanã (1931-1959)
Les années suivant le titre de 1930, la Celeste ne joue quasiment plus. L'inimitié entre les fédérations d'Uruguay et d'Argentine devient telle qu'elle empêche le déroulement du championnat sud-américain pendant plusieurs années. Le football n'est pas au menu des Jeux olympiques de 1932 et, vexée par le boycott de plusieurs équipes européennes en 1930, l'Uruguay refuse de se rendre en Italie pour défendre son titre lors de la Coupe du monde 1934. Il faut attendre 1935 pour voir se jouer une édition spéciale du Campeonato sudamericano, que l'Uruguay remporte (le tournoi est officiellement rétabli en 1939). L'Uruguay, ainsi que l'Argentine, ne participent pas aux éliminatoires de la Coupe du monde de football 1938 en protestation de la décision de la FIFA d'organiser la compétition en France et non en Amérique du Sud.
L'Uruguay remporte de nouveau le championnat sud-américain en 1942, en devançant encore l'Argentine, et en est deux fois finaliste en 1939 (gagnée par le Pérou) et 1941 (gagnée par l'Argentine). La plus mauvaise performance durant cette période est la 6e place en 1949. En 1937 et 1947, il prend la troisième place et la 4e en 1945 et 1946.

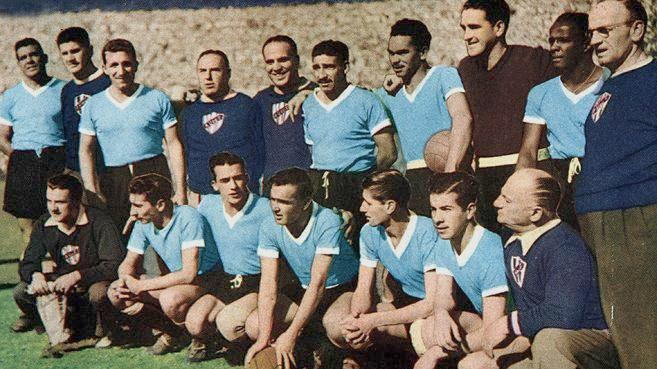
L'équipe d'Uruguay à la Coupe du monde 1950.

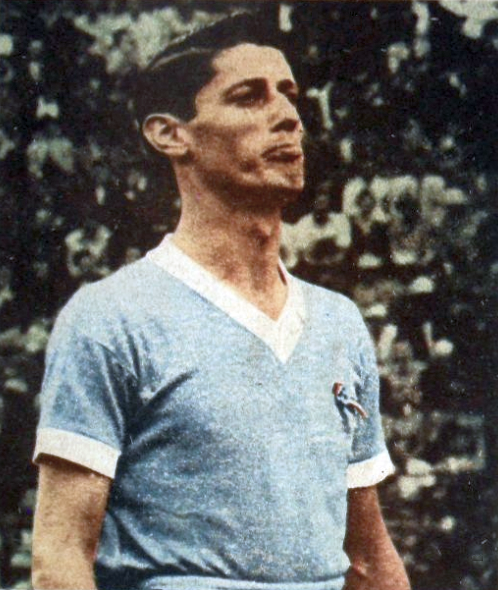
Schiaffino en 1950.

L'équipe d'Uruguay fait son retour en Coupe du monde en 1950, lors de la quatrième édition organisée au Brésil. Au premier tour, profitant des forfaits de la Turquie et de l'Écosse, sa large victoire sur la Bolivie (8 buts à 0, triplé d'Oscar Míguez, doublé de Juan Alberto Schiaffino, buts de Julio Gervasio Pérez, d'Alcides Ghiggia et d'Ernesto Vidal) lui suffit à se qualifier pour le tour final, qui oppose quatre finalistes. Après avoir fait match nul contre l'Espagne (2-2, buts d'Alcides Ghiggia et d'Obdulio Varela) et battu la Suède (3-2, doublé d'Oscar Míguez et but d'Alcides Ghiggia), l'Uruguay joue lors de l'ultime match (qui n'est pas une finale ; c'est la seule fois où cette formule de compétition sera adoptée) une rencontre décisive face au Brésil, qui n'a besoin que d'un match nul pour remporter le titre. Au Stade Maracanã de Rio de Janeiro, les Brésiliens ouvrent le score par Friaça mais en l'espace de quelques minutes l'Uruguay renverse la situation grâce à deux buts de Juan Alberto Schiaffino et Alcides Ghiggia. Avec ses vedettes Alcides Ghiggia, Juan Alberto Schiaffino et le capitaine Obdulio Varela, l'Uruguay souffle, à la surprise générale, le titre au Brésil, pays hôte et favori de la compétition.
Quatre ans plus tard, l'Uruguay, tenant du titre, s'arrête en demi-finale. Après avoir battu la Tchécoslovaquie (2-0, buts d'Oscar Míguez et de Juan Alberto Schiaffino) et l'Écosse (7-0, triplé de Carlos Borges, doublés d'Oscar Míguez et de Julio César Abbadie) au premier tour, il s'impose en quart de finale contre l'Angleterre (4-2, buts de Carlos Borges, d'Obdulio Varela, de Juan Alberto Schiaffino et de Javier Ambrois). Seule sélection sud-américaine dans le dernier carré, l'Uruguay s'incline au bout de la prolongation en demi-finale face au « Onze d'or hongrois » à l'issue d'un match exceptionnel entré dans la légende, et concède ainsi la toute première défaite de son histoire en Coupe du monde. La Celeste ne s'en remet pas et perd à nouveau en petite finale face à l'Autriche (1-3, but de Juan Hohberg).
En 1956 et en 1959, l'Uruguay remporte deux nouvelles fois le championnat sud-américain.

### Une équipe à la recherche de son passé (1959-2007)

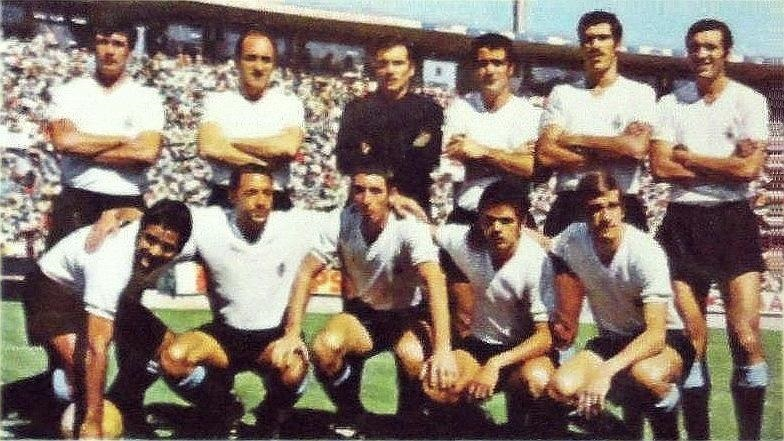
L'équipe en 1970.

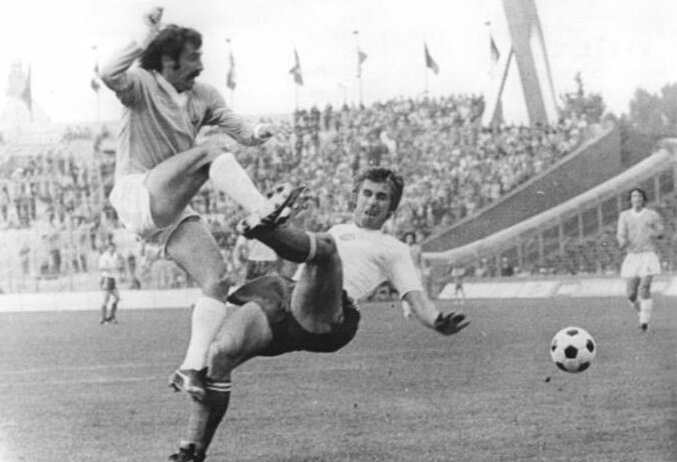
Ricardo Pavoni à la Coupe du monde 1974.

À partir de la fin des années 1950, la Celeste a beaucoup plus de mal à se tenir au sommet du football mondial. Elle ne parvient pas à se qualifier pour la Coupe du monde 1958. En 1962, elle est éliminée dès le premier tour. Elle retrouve des couleurs en 1966, où elle est quart-de-finaliste (nettement battue par la RFA), et surtout en 1970 en se classant quatrième de la Coupe du monde au Mexique, défaite contre la RFA (0-1). Entretemps, en 1967, l'équipe d'Uruguay remporte une nouvelle fois la Copa América, à domicile, devant l'Argentine.
Après 1970, le déclin de l'Uruguay s'amorce. La sélection n'est plus une puissance du football et ne brille plus en Coupe du monde, quand elle parvient encore à s'y qualifier. En 1974, elle termine dernière de son groupe au premier tour, puis connait le désillusion avec sa non qualification pour le mundial argentin en 1978.

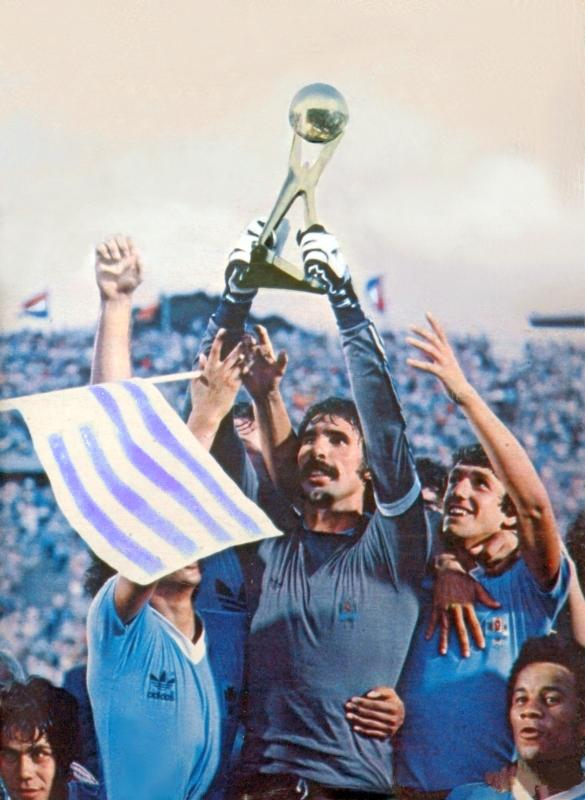
Rodolfo Rodriguez porte le trophée du Mundialito (1981).

À la fin de 1980, l'Uruguay organise le Mundialito, un tournoi de la FIFA célébrant les 50 ans de la Coupe du monde de football. Les nations invitées sont les six championnes du monde, soit dans l'ordre chronologique l'Uruguay, l'Italie, la RFA, le Brésil, l'Angleterre et l'Argentine. Tous répondent présent à l'exception de l'Angleterre, remplacée par les Pays-Bas, vice-champions du monde 1974 et 1978. L'Uruguay se qualifie pour la finale en battant les Pays-Bas (2-0) puis l'Italie (2-0) au premier tour. Opposée au Brésil, la Celeste l'emporte 2 buts à 1 grâce à Barrios et Victorino.

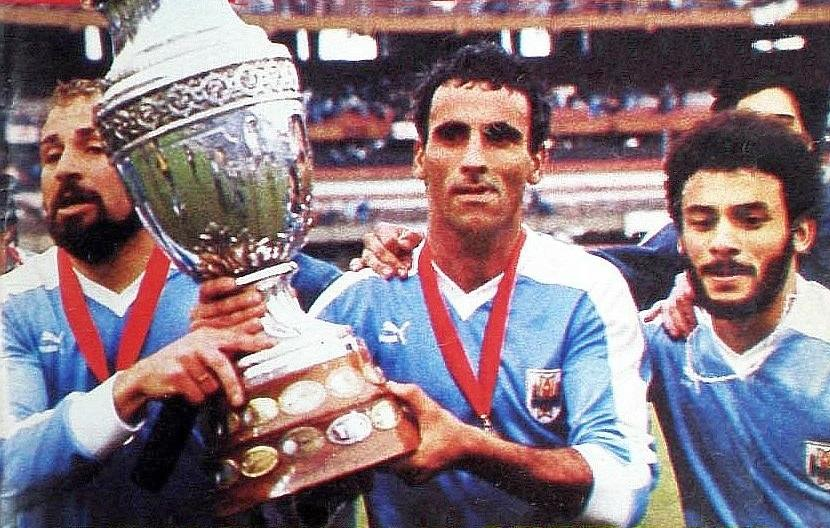
L'Uruguay champion d'Amérique du Sud en 1987.

Cette performance est un feu de paille, l'Uruguay, devancée par le Pérou dans les éliminatoires de la Coupe du monde, ne se qualifie pas pour le Mundial 1982. Dans les années qui suivent, l'Uruguay va disposer d'une nouvelle belle génération, menée par Enzo Francescoli, Pablo Bengoechea et Ruben Sosa. Elle remporte deux fois la Copa América (en 1983, après une finale face au Brésil en matchs aller-retour, et en 1987 contre le Chili à Buenos Aires) et participe aux phases finales des Coupes du monde 1986 et 1990 où elle ne brille guère, éliminée en huitième de finale par l'Argentine et l'Italie respectivement.
L'Uruguay connait un nouvel échec en manquant la qualification pour la Coupe du monde 1994, devancée par la surprenante Bolivie. Lors de la Copa América 1995, l'Uruguay s'impose en pays hôte contre le Brésil en finale (1-1 ap, 5-3 tab). L'Uruguay rejoint alors l'Argentine en tête du palmarès de la Copa América (14 victoires chacun).
Les années suivantes sont difficiles. Le tournoi de qualification pour la Coupe du monde 1998 en 1996 et 1997 tourne au naufrage, l'Uruguay terminant 7e des neuf concurrents d'Amérique du Sud. Pendant l'été 1997, la Celeste doit défendre son titre continental en Bolivie mais est éliminée dès le premier tour par la Bolivie et le Pérou. Invitée à disputer en décembre la Coupe des confédérations 1997 en tant que champion sud-américain 1995, l'Uruguay présente une équipe très rajeunie, faisant largement appel aux finalistes de la dernière Coupe du monde des moins de 20 ans. Vainqueurs notamment de la Tchéquie et de l'Afrique du Sud, les jeunes s'inclinent en demi-finale face à l'Australie et terminent 4e. Après une année quasi blanche de matchs, l'Uruguay pointe en décembre 1998 au 76e rang au classement mondial de la FIFA, son plus bas historique.
Pour la Copa América 1999, après avoir passé difficilement le premier tour, l'Uruguay atteint avec quelques difficultés la finale mais perd 3-0 contre le Brésil. Il prend la quatrième place à la Copa América 2001, après une défaite contre le Honduras (2-2, 4-5 tab). Cinquième du groupe éliminatoire pour la Coupe du monde de 2002, il doit affronter l'Australie et s'impose en barrages (0-1 ; 3-0). Lors de la phase finale, l'Uruguay perd contre le Danemark (1-2, but de Darío Rodríguez), puis fait deux fois match nul contre la France (0-0) et le Sénégal (3-3, buts de Diego Forlán, de Richard Morales et d'Alvaro Recoba), après avoir été menée 3-0 à la mi-temps. Troisième du groupe, l'Uruguay est éliminé dès le premier tour.

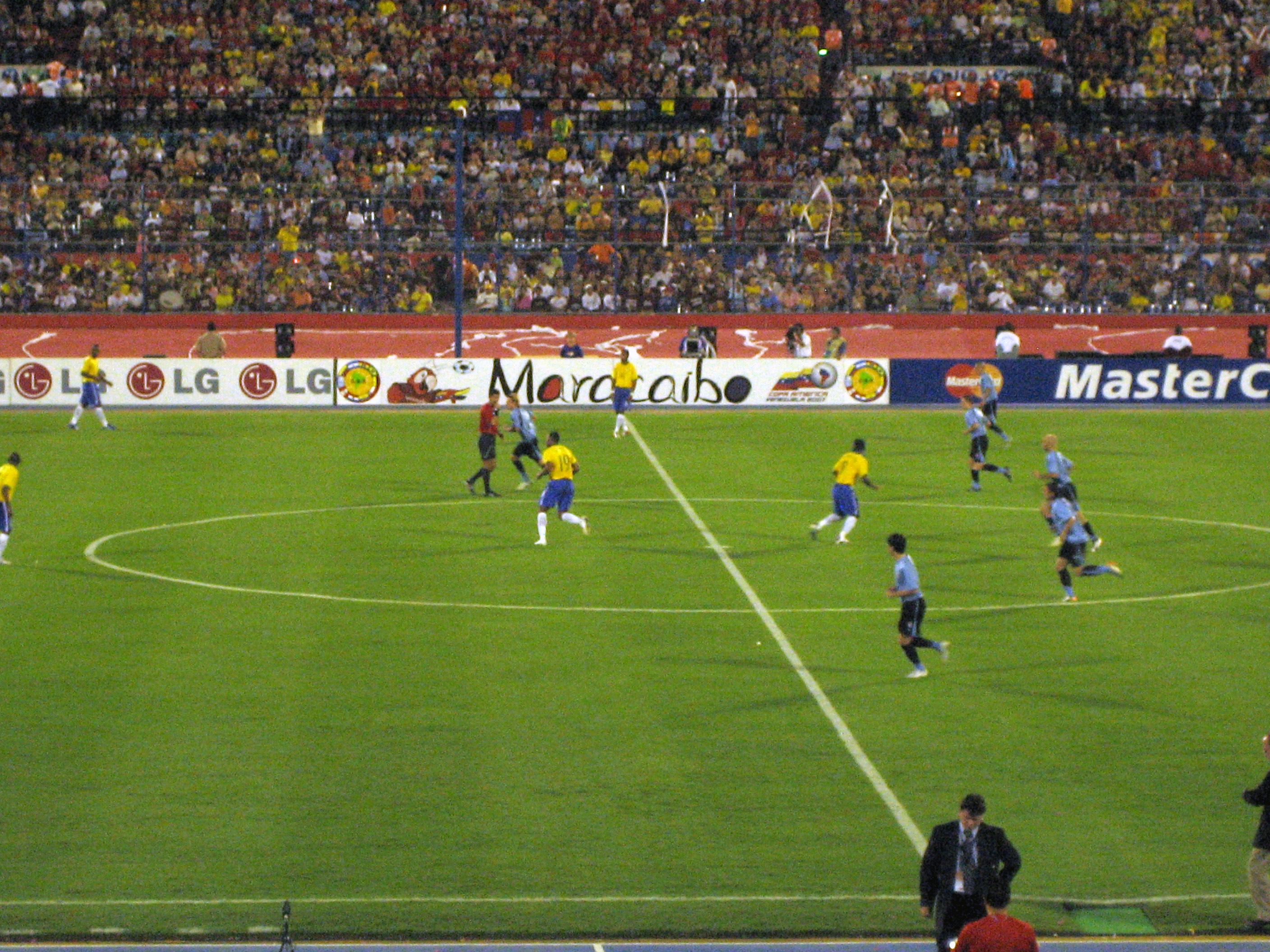
Contre le Brésil à la Copa América 2007

L'Uruguay s'assure la troisième place de Copa América 2004 face à la Colombie (2-1). Pour la Coupe du monde 2006, la Celeste échoue d'un rien en barrages (1-0 ; 0-1 ap, 2-4 tab) contre l'Australie. À la Copa América 2007, l'Uruguay s'incline lourdement face au Pérou (0-3), bat la Bolivie (1-0, but de Vicente Sánchez) et fait nul contre le pays organisateur, le Venezuela (0-0). En quart de finale, il retrouve le Venezuela et s'impose 4-1 (doublé de Diego Forlán, buts de Pablo García et de Cristian Rodríguez), puis en demi-finale échoue contre le Brésil (2-2 ap, tab 4-5, buts de Diego Forlán et de Sebastián Abreu). L'Uruguay prend finalement la 4e place après une défaite contre le Mexique (1-3, but de Sebastián Abreu).

### Le retour au plus haut niveau

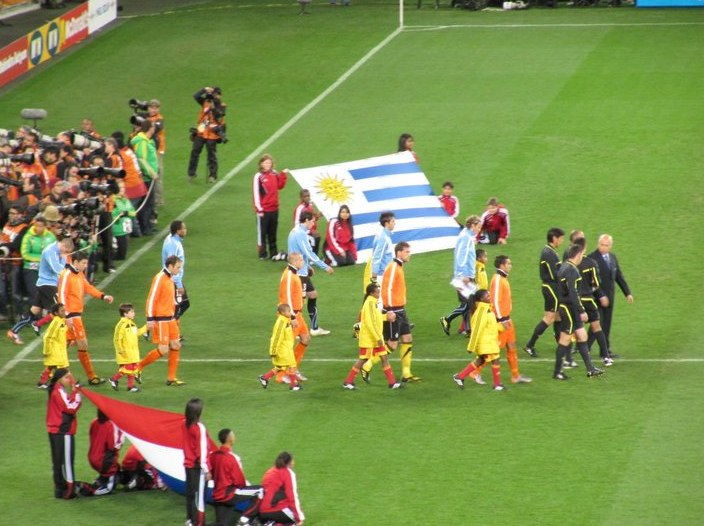
Demi-finale de la Coupe du monde 2010 contre les Pays-Bas

L'Uruguay parvient à se qualifier pour le mondial sud-africain en finissant 5e de la zone Amérique du Sud, puis en éliminant le Costa Rica en barrage (2-0 et 1-1). L'Uruguay entame la compétition par un match nul contre la France, finaliste de l'édition précédente (0-0), avant de battre l'Afrique du Sud, pays organisateur (3-0), puis le Mexique (1-0), et se qualifie ainsi en 8e de finale. Vainqueur de la Corée du Sud (2-1, doublé de Luis Suárez), les Uruguayens atteignent pour la première fois depuis 40 ans les quarts de finale. Ils s'en sortent face aux Black Stars du Ghana au bout d'une séance de tirs au but (1-1 ap, tab 4-2) après être passé tout près de la défaite. En effet, dans le temps additionnel de la prolongation, Luis Suárez repousse de la main un ballon qui allait rentrer dans le but uruguayen. L'arbitre l'exclut pour acte d'anti-jeu et accorde un penalty justifié au Ghana, qui n'est finalement pas transformé. En demi-finale, l'Uruguay s'incline face aux Pays-Bas (3-2) au terme d'une rencontre spectaculaire, puis de nouveau face à l'Allemagne en petite finale (3-2). Forlán, auteur de cinq buts dans la compétition, est élu meilleur joueur du tournoi.

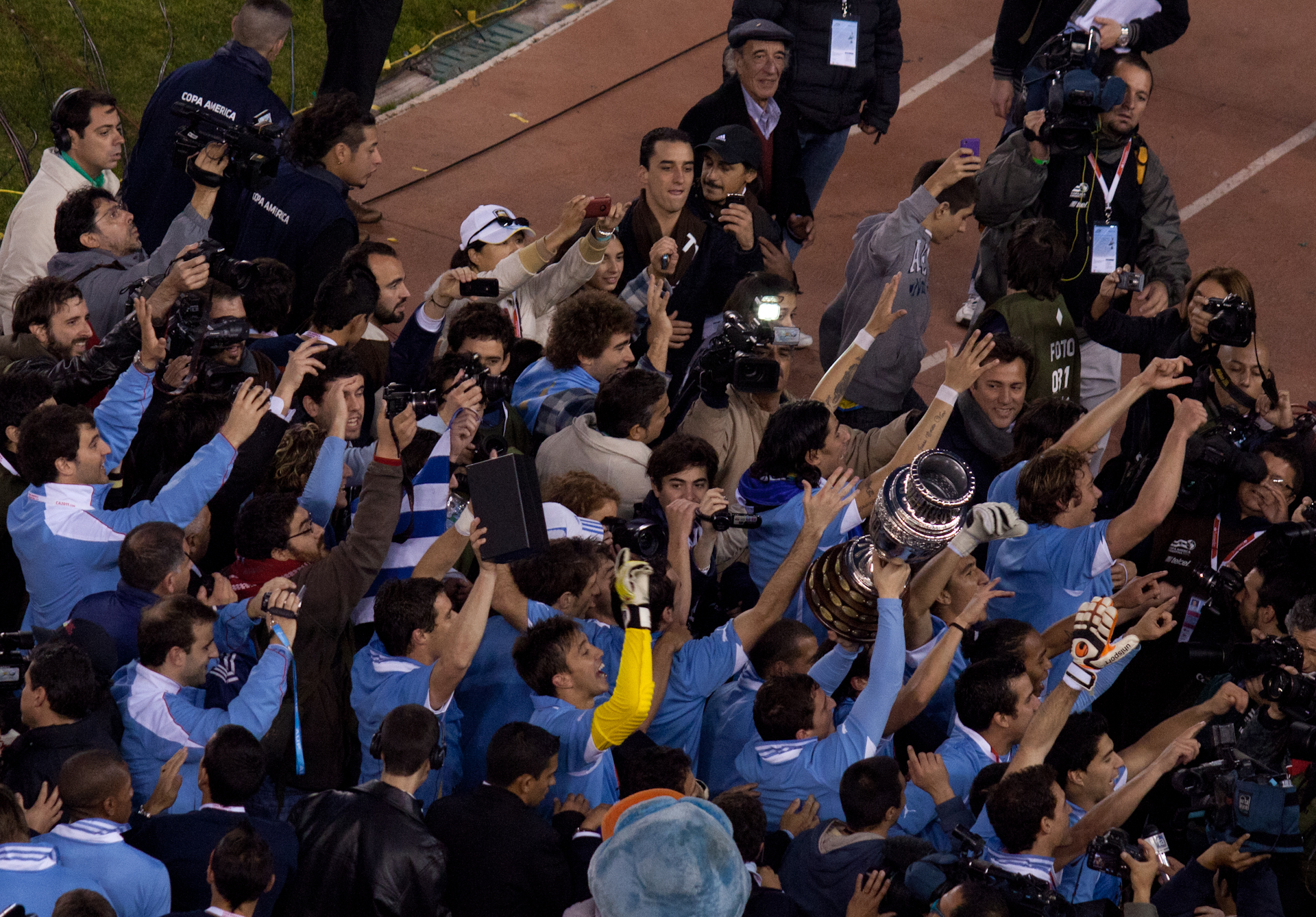
Le Céleste vainqueur de la Copa América en 2011.

En 2011, l'Uruguay participe à la Copa América. 2e de sa poule, l'Uruguay retrouve en quarts de finale l'Argentine, pays hôte, et l'élimine aux tirs au but (1-1 ap, tab 5-4) à l'issue d'un match disputé et viril. La Celeste écarte sans difficulté le Pérou en demi-finale (2-0), puis corrige le Paraguay en finale (3-0), glanant ainsi son 15e titre continental, le premier depuis seize ans, figurant désormais seule en tête du palmarès sud-américain. L'Uruguay atteint la 2e place du classement mondial de la FIFA en juin 2012.
Pour la quatrième fois consécutive, l'Uruguay termine 5e de la zone Amérique du Sud des qualifications pour la Coupe du monde, et dispute à nouveau les barrages intercontinentaux où il affronte cette fois la Jordanie. Après une large victoire sur le score de 0-5 lors du match aller à Amman, il se contente d'un match nul à domicile pour confirmer la qualification pour la phase finale. L'Uruguay tombe dans le groupe D, « groupe de la mort » qui comprend deux autres anciens champions du monde (Italie et l'Angleterre) ainsi que le Costa Rica. Les Uruguayens commencent mal le tournoi puisque, après avoir mené 1-0 à la pause grâce à un penalty transformé par Edinson Cavani, ils craquent en seconde mi-temps et s'inclinent 3-1 contre le Costa Rica. Lors du match suivant contre l'Angleterre, l'Uruguay se ressaisit, Luis Suárez de retour de blessure marque un doublé qui permet à son équipe de s'imposer (2-1). Le troisième match contre l'Italie est décisif : l'Uruguay a besoin d'une victoire pour se qualifier pour le second tour tandis que son adversaire peut se contenter d'un nul. Après l'expulsion de l'Italien Claudio Marchisio à la 59e minute, Suarez mord Giorgio Chiellini, ce qui lui vaudra neuf matchs et quatre mois de suspension. Le but de Diego Godín à la 81e vient concrétiser la domination de l'Uruguay. La Celeste élimine l'Italie et prend la deuxième place du groupe qualificative pour les huitièmes de finale,. La Celeste y affronte la Colombie, première du groupe C. Privée de Suarez suspendu et de Diego Lugano blessé, elle encaisse deux buts de James Rodríguez et est éliminée sur le score de 2-0.

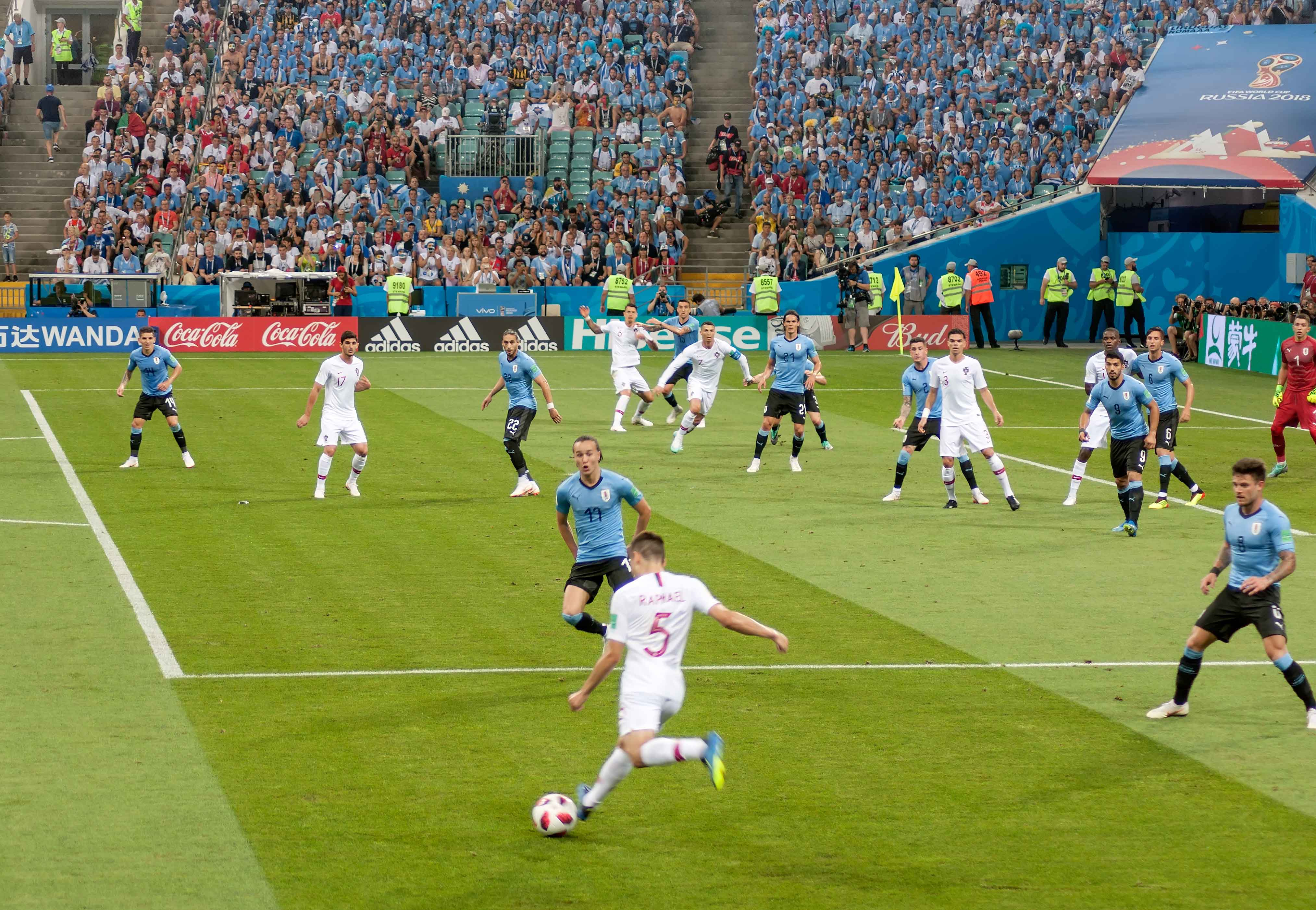
L'Uruguay face au Portugal en huitième de finale du Mondial 2018.

L'Uruguay se qualifie pour la Coupe du monde 2018 après avoir terminé 2e de la zone Amérique du Sud largement dominée par le Brésil. Durant ses trois matchs de préparation, l'Uruguay n'encaisse aucun but et ce sera également le cas lors du premier tour de la coupe du monde. Deux victoires poussives (1-0) contre l'Égypte et l'Arabie saoudite et une plus nette (3-0) contre la Russie, certes rapidement réduite à 10 à la suite d'un carton rouge, lui assurent la première place groupe A. La Celeste bat en huitième de finale le Portugal (2-1), champion d'Europe en titre. Mais elle est battue par la France (0-2) en quarts de finale avec notamment un but encaissé sur une erreur inhabituelle de son gardien expérimenté Fernando Muslera.
Lors de la Copa América 2019, l'Uruguay termine en tête du groupe C avec deux victoires (4-0 contre l'Équateur et 1-0 contre le Chili) et un nul (2-2 en ayant à chaque fois recollé au score face au Japon, présent dans la compétition en tant que nation invitée). Mais la Celeste s'arrête en quarts de finale, accrochée par un des deux meilleurs troisièmes de groupe, en l'occurrence le Pérou qui se qualifie à l'issue de la séance de tirs au but (5 t.a.b. à 4) après un résultat nul et vierge à la fin du temps réglementaire ; l'Uruguay quitte le tournoi sans avoir perdu une seule rencontre.
Lors de la Copa América 2021, l'histoire se répète pour l'Uruguay. Après une qualification sans souci à la deuxième place de son groupe au premier tour et ce malgré une courte défaite contre l'Argentine, l'aventure de la Celeste s'arrête à nouveau en quart de finale aux tirs au but à l'issue d'un match sans but, cette fois face à la Colombie.

### Une nouvelle désilusion (2022)
Lors de la coupe du monde de football de 2022, l'Uruguay est tombé dans le Groupe H avec Portugal, Ghana et Corée du Sud. Ils ont commencé le tournoi avec un match nul 0-0 contre la Corée du Sud, avant de tomber sur une défaite 2-0 contre le Portugal. Bien que malgré une victoire 0-2 contre le Ghana lors de leur dernier match de groupe, l'Uruguay a été éliminé du tournoi en phase de groupes pour la première fois depuis 2002, à la suite de la victoire inattendue sud-coréenne deux buts à un contre le Portugal. Cette élimination dès la phase de poules de l'Uruguay est considéré comme une surprise.
Le 12 juin 2023, leur jeunes deviennent champions du monde pour la première fois de leur histoire en battant l'Italie grâce à un unique but de Luciano Rodríguez, ce qui permet à l'Uruguay de s'adjuger un premier titre mondial depuis 1950 (toutes catégories confondues),. De nombreux jeunes appartenant à la sélection des moins de 20 ans avaient été appelés par Marcelo Bielsa pour une série de matchs amicaux internationnaux alors que la sélection U20 s'est qualifiée pour les demi-finales.

## Identité

### Couleurs
| Le maillot de 1901 |

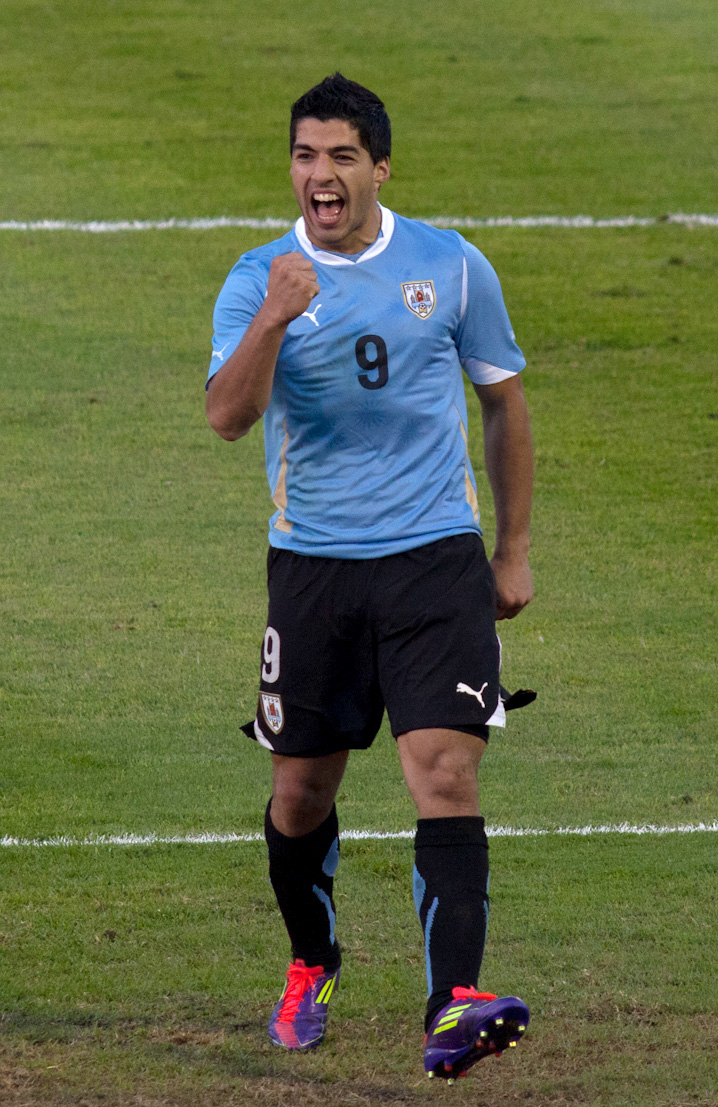
Les couleurs traditionnelles de l'Uruguay depuis 1910 sont le bleu ciel et le noir puma.

La tenue de l'équipe Uruguayenne se compose d'un maillot bleu clair, d'un short et de bas noirs. Ces couleurs ont été adoptées en 1910, au lendemain de la première victoire des Uruguayens à Montevideo, face à l'Argentine, le 15 août 1910. Ils portent à cette occasion et pour la première fois un maillot bleu clair, celui avec lequel le River Plate Football Club, un des principaux clubs uruguayen du moment, a battu les Argentins d'Alumni quelques jours plus tôt.
Auparavant, la sélection uruguayenne avait à de nombreuses reprises changé la couleur de son maillot, en utilisant notamment les couleurs des grands clubs du pays. Lors du premier match international à Montevideo en 1889, la sélection de Montevideo (qui n'était pas encore celle de l'Uruguay) porte les couleurs du Montevideo Cricket Club (en). Lors du match disputé en 1901, la sélection uruguayenne porte le maillot rouge et bleu de l'Albion Football Club. Après cela et avant 1910, les couleurs varient au fur et à mesure des matchs. Lors d'un match contre l'Argentine, l'Uruguay évolue avec un maillot à rayures blanches et bleues (couleurs actuelles de l'Argentine) et son adversaire avec un maillot bleu ciel (couleurs actuelles de l'Uruguay).
Le maillot "extérieur", utilisé contre des équipes portant des maillots de couleurs proches, est aujourd'hui rouge, une couleur qui a été portée pour la première fois lors de la Copa América de 1935. Néanmoins, la couleur du maillot extérieur a varié dans le temps (elle a parfois été noire ou blanche notamment).
| 1922-1950 | 1990 | 2002 | 2010 | 2010 | 2011 | 2011 | JO 2012 | 2013 | 2018 |

| 1990 | 2010 | 2011 | JO 2012 | 2013 | 2018 |

### Surnom
L'équipe d'Uruguay de football est surnommée la Celeste, en référence à la couleur bleu clair du maillot, et ses joueurs les Charrúas, en hommage au peuple amérindien Charrúa, établi sur les côtes du río de la Plata et du río Uruguay, qui opposa une grande résistance aux conquistadors (le peuple fut finalement massacré en 1831). Le jeu de la sélection, caractérisé par son engagement physique et sa force morale, est souvent surnommé garra charrúa.

### Emblème
Le logo de la Celeste a la particularité d'être orné de quatre étoiles. Traditionnellement, chaque étoile sur le maillot d'une sélection représente une Coupe du monde remportée. Or, l'équipe d'Uruguay n'a remporté que deux Coupes du monde, en 1930 et 1950. Les deux autres étoiles représentent les deux titres olympiques de 1924 et 1928. Avant la mise en place de la Coupe du monde, les Jeux olympiques étaient la grande compétition internationale du football et avaient alors valeur de « championnat du monde ».

## Résultats

### Parcours en Coupe du monde
| Année | Position         |      | Année              | Position |                         | Année | Position |
| 1930  | Vainqueur        | 1970 | Demi-finale (4e)   | 2002     | 1er tour                |       |          |
| 1934  | Forfait          | 1974 | 1er tour           | 2006     | Non qualifiée           |       |          |
| 1938  | Non inscrite     | 1978 | Non qualifiée      | 2010     | Demi-finale (4e)        |       |          |
| 1950  | Vainqueur        | 1982 | Non qualifiée      | 2014     | Huitième de finale      |       |          |
| 1954  | Demi-finale (4e) | 1986 | Huitième de finale | 2018     | Quart de finale         |       |          |
| 1958  | Non qualifiée    | 1990 | Huitième de finale | 2022     | 1er tour                |       |          |
| 1962  | 1er tour         | 1994 | Non qualifiée      | 2026     | Qualifications en cours |       |          |
| 1966  | Quart de finale  | 1998 | Non qualifiée      | 2030     | À venir                 |       |          |

| Année | Résultat                        | Class.                | J                     | G                     | N                     | P                     | bp                    | bc                    |
| ----- | ------------------------------- | --------------------- | --------------------- | --------------------- | --------------------- | --------------------- | --------------------- | --------------------- |
| 1930  | Vainqueur                       | 1er                   | 4                     | 4                     | 0                     | 0                     | 15                    | 3                     |
| 1934  | Non inscrit (forfait)           | Non inscrit (forfait) | Non inscrit (forfait) | Non inscrit (forfait) | Non inscrit (forfait) | Non inscrit (forfait) | Non inscrit (forfait) | Non inscrit (forfait) |
| 1938  | Non inscrit                     | Non inscrit           | Non inscrit           | Non inscrit           | Non inscrit           | Non inscrit           | Non inscrit           | Non inscrit           |
| 1950  | Vainqueur                       | 1er                   | 4                     | 3                     | 1                     | 0                     | 15                    | 5                     |
| 1954  | Demi-finale                     | 4e                    | 5                     | 3                     | 0                     | 2                     | 16                    | 9                     |
| 1958  | Non qualifié                    | Non qualifié          | Non qualifié          | Non qualifié          | Non qualifié          | Non qualifié          | Non qualifié          | Non qualifié          |
| 1962  | Groupe 1er tour (8e de finale)  | 13e                   | 3                     | 1                     | 0                     | 2                     | 4                     | 6                     |
| 1966  | Quart de finale                 | 7e                    | 4                     | 1                     | 2                     | 1                     | 2                     | 5                     |
| 1970  | Demi-finale                     | 4e                    | 6                     | 2                     | 1                     | 3                     | 4                     | 5                     |
| 1974  | Groupe 1er tour (8e de finale)  | 13e                   | 3                     | 0                     | 1                     | 2                     | 1                     | 6                     |
| 1978  | Non qualifié                    | Non qualifié          | Non qualifié          | Non qualifié          | Non qualifié          | Non qualifié          | Non qualifié          | Non qualifié          |
| 1982  | Non qualifié                    | Non qualifié          | Non qualifié          | Non qualifié          | Non qualifié          | Non qualifié          | Non qualifié          | Non qualifié          |
| 1986  | 8e de finale                    | 16e                   | 4                     | 0                     | 2                     | 2                     | 2                     | 8                     |
| 1990  | 8e de finale                    | 16e                   | 4                     | 1                     | 1                     | 2                     | 2                     | 5                     |
| 1994  | Non qualifié                    | Non qualifié          | Non qualifié          | Non qualifié          | Non qualifié          | Non qualifié          | Non qualifié          | Non qualifié          |
| 1998  | Non qualifié                    | Non qualifié          | Non qualifié          | Non qualifié          | Non qualifié          | Non qualifié          | Non qualifié          | Non qualifié          |
| 2002  | Groupe 1er tour (16e de finale) | 26e                   | 3                     | 0                     | 2                     | 1                     | 4                     | 5                     |
| 2006  | Non qualifié                    | Non qualifié          | Non qualifié          | Non qualifié          | Non qualifié          | Non qualifié          | Non qualifié          | Non qualifié          |
| 2010  | Demi-finale                     | 4e                    | 7                     | 3                     | 2                     | 2                     | 11                    | 8                     |
| 2014  | 8e de finale                    | 12e                   | 4                     | 2                     | 0                     | 2                     | 4                     | 6                     |
| 2018  | Quart de finale                 | 5e                    | 5                     | 4                     | 0                     | 1                     | 7                     | 3                     |
| 2022  | Groupe 1er tour                 | 19e                   | 3                     | 1                     | 1                     | 1                     | 2                     | 2                     |
| 2026  |                                 |                       |                       |                       |                       |                       |                       |                       |
| Total | 14/22                           | 14/22                 | 59                    | 25                    | 13                    | 21                    | 89                    | 76                    |

| Année       | Résultat              | Class.                | J                     | G                     | N                     | P                     | bp                    | bc                    |
| ----------- | --------------------- | --------------------- | --------------------- | --------------------- | --------------------- | --------------------- | --------------------- | --------------------- |
| 1900 à 1920 | Non inscrit           | Non inscrit           | Non inscrit           | Non inscrit           | Non inscrit           | Non inscrit           | Non inscrit           | Non inscrit           |
| 1924        | Vainqueur             | 1er                   | 5                     | 5                     | 0                     | 0                     | 20                    | 2                     |
| 1928        | Vainqueur             | 1er                   | 5                     | 4                     | 1                     | 0                     | 12                    | 5                     |
| 1936        | Non inscrit (forfait) | Non inscrit (forfait) | Non inscrit (forfait) | Non inscrit (forfait) | Non inscrit (forfait) | Non inscrit (forfait) | Non inscrit (forfait) | Non inscrit (forfait) |
| 1948        | Non inscrit           | Non inscrit           | Non inscrit           | Non inscrit           | Non inscrit           | Non inscrit           | Non inscrit           | Non inscrit           |
| 1952        | Non inscrit           | Non inscrit           | Non inscrit           | Non inscrit           | Non inscrit           | Non inscrit           | Non inscrit           | Non inscrit           |
| 1956        | Non inscrit           | Non inscrit           | Non inscrit           | Non inscrit           | Non inscrit           | Non inscrit           | Non inscrit           | Non inscrit           |
| 1960        | Non qualifié          | Non qualifié          | Non qualifié          | Non qualifié          | Non qualifié          | Non qualifié          | Non qualifié          | Non qualifié          |

| Année        | Résultat     | Class.       | J            | G            | N            | P            | bp           | bc           |
| ------------ | ------------ | ------------ | ------------ | ------------ | ------------ | ------------ | ------------ | ------------ |
| 1992 et 1995 | Non qualifié | Non qualifié | Non qualifié | Non qualifié | Non qualifié | Non qualifié | Non qualifié | Non qualifié |
| 1997         | Demi-finale  | 4e           | 5            | 3            | 0            | 2            | 8            | 6            |
| 1999 à 2009  | Non qualifié | Non qualifié | Non qualifié | Non qualifié | Non qualifié | Non qualifié | Non qualifié | Non qualifié |
| 2013         | Demi-finale  | 4e           | 5            | 2            | 1            | 2            | 14           | 7            |
| 2017         | Non qualifié | Non qualifié | Non qualifié | Non qualifié | Non qualifié | Non qualifié | Non qualifié | Non qualifié |

### Compétitions continentales
| Année | Position  |      | Année       | Position |                  | Année | Position |
| 1916  | Vainqueur | 1942 | Vainqueur   | 1987     | Vainqueur        |       |          |
| 1917  | Vainqueur | 1945 | Quatrième   | 1989     | Finaliste        |       |          |
| 1919  | Finaliste | 1946 | Quatrième   | 1991     | 1er tour         |       |          |
| 1920  | Vainqueur | 1947 | Troisième   | 1993     | Quart de finale  |       |          |
| 1921  | Troisième | 1949 | Sixième     | 1995     | Vainqueur        |       |          |
| 1922  | Troisième | 1953 | Troisième   | 1997     | 1er tour         |       |          |
| 1923  | Vainqueur | 1955 | Quatrième   | 1999     | Finaliste        |       |          |
| 1924  | Vainqueur | 1956 | Vainqueur   | 2001     | Demi-finale (4e) |       |          |
| 1925  | Forfait   | 1957 | Troisième   | 2004     | Demi-finale (3e) |       |          |
| 1926  | Vainqueur | 1959 | Cinquième   | 2007     | Demi-finale (4e) |       |          |
| 1927  | Finaliste | 1959 | Vainqueur   | 2011     | Vainqueur        |       |          |
| 1929  | Troisième | 1963 | Forfait     | 2015     | Quart de finale  |       |          |
| 1935  | Vainqueur | 1967 | Vainqueur   | 2016     | 1er tour         |       |          |
| 1937  | Troisième | 1975 | Demi-finale | 2019     | Quart de finale  |       |          |
| 1939  | Finaliste | 1979 | 1er tour    | 2021     | Quart de finale  |       |          |
| 1941  | Finaliste | 1983 | Vainqueur   | 2024     | Demi-finale (3e) |       |          |

| Année | Résultat  | Class.  | J       | G       | N       | P       | bp      | bc      |
| ----- | --------- | ------- | ------- | ------- | ------- | ------- | ------- | ------- |
| 1916  | Vainqueur | 1er     | 3       | 2       | 1       | 0       | 06      | 01      |
| 1917  | Vainqueur | 1er     | 3       | 3       | 0       | 0       | 09      | 0       |
| 1919  | Finale    | 2e      | 3       | 2       | 1       | 0       | 07      | 04      |
| 1920  | Vainqueur | 1er     | 3       | 2       | 1       | 0       | 09      | 02      |
| 1921  | 3e        | 3e      | 3       | 1       | 0       | 2       | 03      | 04      |
| 1922  | 3e        | 3e      | 4       | 2       | 1       | 1       | 03      | 01      |
| 1923  | Vainqueur | 1er     | 3       | 3       | 0       | 0       | 06      | 01      |
| 1924  | Vainqueur | 1er     | 3       | 2       | 1       | 0       | 08      | 01      |
| 1925  | Forfait   | Forfait | Forfait | Forfait | Forfait | Forfait | Forfait | Forfait |
| 1926  | Vainqueur | 1er     | 4       | 4       | 0       | 0       | 17      | 02      |
| 1927  | Finale    | 2e      | 3       | 2       | 0       | 1       | 15      | 03      |
| 1929  | 3e        | 3e      | 3       | 1       | 0       | 2       | 04      | 06      |
| 1935  | Vainqueur | 1er     | 3       | 3       | 0       | 0       | 06      | 01      |
| 1937  | 3e        | 3e      | 5       | 2       | 0       | 3       | 11      | 14      |
| 1939  | Finale    | 2e      | 4       | 3       | 0       | 1       | 13      | 05      |
| 1941  | Finale    | 2e      | 4       | 3       | 0       | 1       | 10      | 01      |
| 1942  | Vainqueur | 1er     | 6       | 6       | 0       | 0       | 21      | 02      |
| 1945  | 4e        | 4e      | 6       | 3       | 0       | 3       | 14      | 06      |
| 1946  | 4e        | 4e      | 5       | 2       | 0       | 3       | 11      | 09      |
| 1947  | 3e        | 3e      | 7       | 5       | 0       | 2       | 21      | 08      |
| 1949  | 6e        | 6e      | 7       | 2       | 1       | 4       | 14      | 20      |
| 1953  | 3e        | 3e      | 6       | 3       | 1       | 2       | 15      | 06      |
| 1955  | 4e        | 4e      | 5       | 2       | 1       | 2       | 12      | 12      |
| 1956  | Vainqueur | 1er     | 5       | 4       | 1       | 0       | 09      | 03      |
| 1957  | 3e        | 3e      | 6       | 4       | 0       | 2       | 15      | 12      |
| 1959  | 5e        | 5e      | 6       | 2       | 0       | 4       | 15      | 14      |
| 1959  | Vainqueur | 1er     | 4       | 3       | 1       | 0       | 13      | 01      |
| 1963  | Forfait   | Forfait | Forfait | Forfait | Forfait | Forfait | Forfait | Forfait |
| 1967  | Vainqueur | 1er     | 5       | 4       | 1       | 0       | 13      | 02      |

| Année | Résultat        | Class. | J | G | N | P | bp | bc |
| ----- | --------------- | ------ | - | - | - | - | -- | -- |
| 1975  | 4e              | 4e     | 2 | 1 | 0 | 1 | 1  | 3  |
| 1979  | 1er tour        | 6e     | 4 | 1 | 2 | 1 | 5  | 5  |
| 1983  | Vainqueur       | 1er    | 8 | 5 | 2 | 1 | 12 | 6  |
| 1987  | Vainqueur       | 1er    | 2 | 2 | 0 | 0 | 2  | 0  |
| 1989  | Finale          | 2e     | 7 | 4 | 0 | 3 | 11 | 3  |
| 1991  | 1er tour        | 5e     | 4 | 1 | 3 | 0 | 4  | 3  |
| 1993  | Quart de finale | 6e     | 4 | 1 | 2 | 1 | 5  | 5  |
| 1995  | Vainqueur       | 1er    | 6 | 4 | 2 | 0 | 11 | 4  |
| 1997  | 1er tour        | 9e     | 3 | 1 | 0 | 2 | 2  | 2  |
| 1999  | Finale          | 2e     | 6 | 1 | 2 | 3 | 4  | 9  |
| 2001  | 4e              | 4e     | 6 | 2 | 2 | 2 | 7  | 7  |
| 2004  | 3e              | 3e     | 6 | 3 | 2 | 1 | 12 | 10 |
| 2007  | 4e              | 4e     | 6 | 2 | 2 | 2 | 8  | 9  |
| 2011  | Vainqueur       | 1er    | 6 | 3 | 3 | 0 | 9  | 3  |
| 2015  | Quart de finale | 7e     | 4 | 1 | 1 | 2 | 2  | 3  |
| 2016  | 1er tour        | 11e    | 3 | 1 | 0 | 2 | 4  | 4  |
| 2019  | Quart de finale | 6e     | 4 | 2 | 2 | 0 | 7  | 2  |
| 2021  | Quart de finale | 5e     | 5 | 2 | 2 | 1 | 4  | 2  |
| 2024  | 3e              | 3e     | 6 | 3 | 2 | 1 | 11 | 4  |

### Trophées amicaux
- Mundialito[44] : 1981 (organisé du 30 décembre 1980 au 10 janvier 1981 par l'Uruguay pour les 50 ans de la Coupe du monde, avec tous les anciens vainqueurs).
- Copa Rio Branco en 1940, 1946, 1948 et 1968.
- Nehru Cup en 1982

### Classement FIFA
Depuis l'introduction du classement mondial de la FIFA en 1993, l'Uruguay a navigué entre la 76e place, son pire classement atteint en décembre 1998, et la 2e place de juin 2012, qui fait suite à son bon parcours lors de la Coupe du monde 2010 et sa victoire en Copa América 2011. À cette occasion, la sélection uruguayenne est la mieux classée d'Amérique du Sud.
| Année                         | 1993 | 1994 | 1995 | 1996 | 1997 | 1998 | 1999 | 2000 | 2001 | 2002 | 2003 | 2004 | 2005 | 2006 | 2007 |
| ----------------------------- | ---- | ---- | ---- | ---- | ---- | ---- | ---- | ---- | ---- | ---- | ---- | ---- | ---- | ---- | ---- |
| Classement mondial            | 17   | 37   | 32   | 43   | 40   | 76   | 46   | 32   | 22   | 28   | 21   | 16   | 18   | 29   | 28   |
| Classement en Amérique du Sud | 3    | 4    | 4    | 8    | 9    | 9    | 7    | 6    | 5    | 4    | 3    | 3    | 3    | 3    | 5    |

| Année                         | 2008 | 2009 | 2010 | 2011 | 2012 | 2013 | 2014 | 2015 | 2016 | 2017 | 2018 | 2019 | 2020 | 2021 |
| ----------------------------- | ---- | ---- | ---- | ---- | ---- | ---- | ---- | ---- | ---- | ---- | ---- | ---- | ---- | ---- |
| Classement mondial            | 23   | 20   | 7    | 4    | 16   | 6    | 10   | 11   | 9    | 21   | 5    | 5    | 8    | 17   |
| Classement en Amérique du Sud | 4    | 4    | 3    | 1    | 4    | 3    | 4    | 5    | 5    | 6    | 2    | 2    | 3    | 4    |

| Légende du classement mondial : Légende du classement sud-américain : | - de 1 à 3 - de 1 à 3 | - de 4 à 14 - de 4 à 9 | - de 15 à 209 - de 10 à 54 |

## Infrastructures

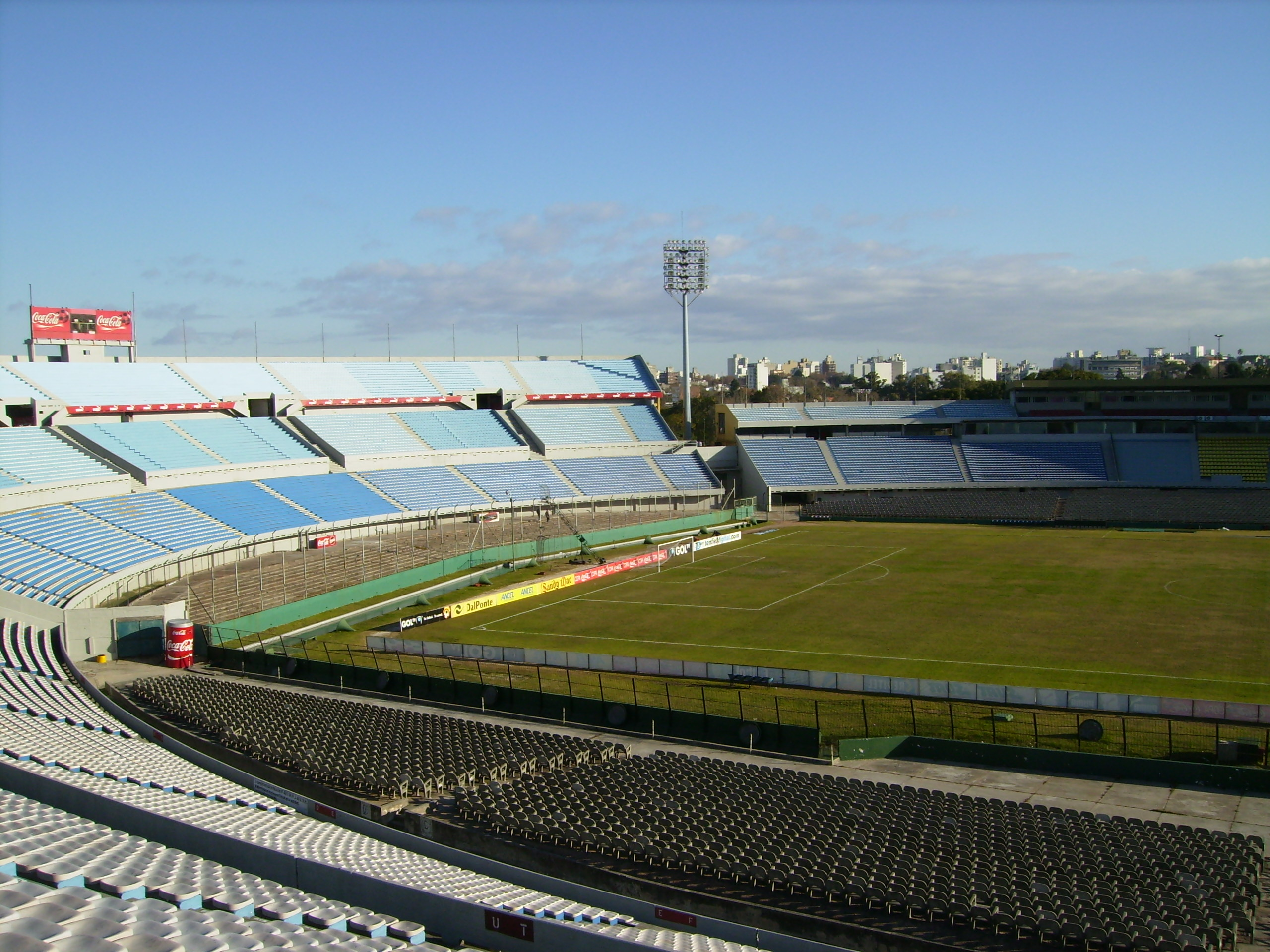
Vue intérieure du stade Centenario.

L'Uruguay utilise pour ses matchs à domicile le stade Centenario, situé dans le quartier Parque Batlle de Montevideo.
Construit pour la première édition de la coupe du monde de football, il est l'œuvre de l'architecte Juan Antonio Scasso. Il est terminé juste à temps grâce à la réduction de la capacité initialement prévue à 100 000 places. Le stade est inauguré le 18 juillet 1930 lors du premier match disputé par l'Uruguay dans le tournoi face au Pérou. Le 30 juillet, il accueille la finale du tournoi, au cours de laquelle l'Uruguay s'impose face à l'Argentine devant 60 000 à 93 000 spectateurs.
Le Centenario a par la suite accueilli la Copa América à plusieurs reprises, en 1942, 1956, 1967, 1995, ainsi que le Mundialito de 1980.
Le stade Centenario est également utilisé par les grands clubs professionnels de Montevideo.

## Personnalités

### Sélectionneurs

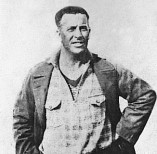
Alberto Suppici, champion du monde 1930.

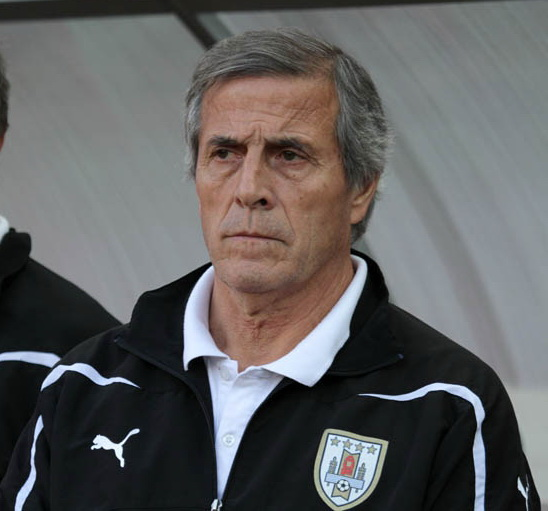
Óscar Tabárez, sélectionneur nommé en 2006.

Pendant longtemps, le sélectionneur emblématique de la sélection uruguayenne reste Alberto Suppici, vainqueur de la Coupe du monde 1930, qui dirige 33 matchs de 1928 à 1932 puis de 1935 à 1941. Auparavant, les deux vainqueurs des Jeux olympiques en 1924 et 1928 sont Ernesto Figoli et Primo Gianotti.
Dans les années 1950, Juan López Fontana surpasse Suppici en dirigeant la sélection pendant deux Coupes du monde, dont celle victorieuse de 1950. Il participe ainsi à 50 matchs internationaux. Il n'est à son tour dépassé que par Omar Borrás (58 matchs dans les années 1980), puis Oscar Tabárez, nommé en 2006 à la tête de la sélection (134 matchs en novembre 2013).
| Période   | Entraîneur                    |
| --------- | ----------------------------- |
| 1902-1916 | Comité de sélection           |
| 1916      | Jorge Pacheco Alfredo Foglino |
| 1917      | Ramón Platero                 |
| 1917-1918 | Julián Bértola                |
| 1919-1920 | Severino Castillo             |
| 1920-1922 | Ernesto Fígoli                |
| 1922-1923 | Pedro Olivieri                |
| 1923-1924 | Leonardo De Lucca             |
| 1924-1926 | Ernesto Meliante              |
| 1926      | Andrés Mazali Ernesto Fígoli  |
| 1927-1928 | Primo Gianotti                |
| 1928      | Luis Grecco                   |
| 1928-1932 | Alberto Suppici               |
| 1932-1935 | Raúl Blanco                   |
| 1935-1941 | Alberto Suppici               |
| 1941-1942 | Pedro Cea                     |
| 1942-1945 | José Nasazzi                  |
| 1945-1946 | Aníbal Tejada                 |

| Période   | Entraîneur            |
| --------- | --------------------- |
| 1946      | Guzmán Vila Gomensoro |
| 1946-1955 | Juan López            |
| 1955      | Juan Carlos Corazzo   |
| 1955-1957 | Hugo Bagnulo          |
| 1957-1959 | Juan López            |
| 1959      | Héctor Castro         |
| 1959-1961 | Juan Carlos Corazzo   |
| 1961-1962 | Enrique Fernández     |
| 1962-1964 | Juan Carlos Corazzo   |
| 1964-1965 | Rafael Milans         |
| 1965-1967 | Ondino Viera          |
| 1967-1969 | Enrique Fernández     |
| 1969-1970 | Juan Hohberg          |
| 1970-1973 | Hugo Bagnulo          |
| 1974-1974 | Roberto Porta         |
| 1974-1975 | / Juan Schiaffino     |
| 1975-1977 | José María Rodríguez  |
| 1977      | Juan Hohberg          |
| 1977-1979 | Raúl Bentancor        |

| Période     | Entraîneur          |
| ----------- | ------------------- |
| 1979-1982   | Roque Máspoli       |
| 1982-1987   | Omar Borrás         |
| 1987-1988   | Roberto Fleitas     |
| 1988-1990   | Oscar Tabárez       |
| 1990-1993   | Luis Cubilla        |
| 1993-1994   | Ildo Maneiro        |
| 1994-1996   | Héctor Núñez        |
| 1996-1997   | Juan Ahuntchaín     |
| 1997-1998   | Roque Máspoli       |
| 1998-2000   | Víctor Púa          |
| 2000-2001   | Daniel Passarella   |
| 2001-2003   | Víctor Púa          |
| 2003-2004   | Juan Ramón Carrasco |
| 2004-2006   | Jorge Fossati       |
| 2006        | Gustavo Ferrín      |
| 2006-2021   | Oscar Tabárez       |
| 2021-2022   | Diego Alonso        |
| depuis 2023 | Marcelo Bielsa      |

## Records
| Rang | Joueur              | Sélections | Première sélection           | Dernière sélection          | Durée             | Palmarès       |
| ---- | ------------------- | ---------- | ---------------------------- | --------------------------- | ----------------- | -------------- |
| 1    | Diego Godín         | 161        | 26 octobre 2005 (à 19 ans)   | 28 novembre 2022 (à 36 ans) | 17 ans et 1 mois  | CA 2011        |
| 2    | Luis Suárez         | 143        | 7 février 2007 (à 20 ans)    | 6 septembre 2024 (à 37 ans) | 17 ans et 7 mois  | CA 2011 - 2024 |
| 3    | Edinson Cavani      | 136        | 6 février 2008 (à 18 ans)    | 2 décembre 2022 (à 35 ans)  | 14 ans et 10 mois | CA 2011        |
| 4    | Fernando Muslera    | 133        | 10 octobre 2009 (à 23 ans)   | 11 juin 2022 (à 35 ans)     | 12 ans et 8 mois  | CA 2011        |
| 5    | Maxi Pereira        | 125        | 26 octobre 2005 (à 21 ans)   | 8 juin 2018 (à 34 ans)      | 12 ans 8 mois     | CA 2011        |
| 6    | Martín Cáceres      | 116        | 12 septembre 2007 (à 20 ans) | 24 novembre 2022 (à 35 ans) | 15 ans et 2 mois  | CA 2011        |
| 7    | Diego Forlán        | 112        | 27 mars 2002 (à 22 ans)      | 28 juin 2014 (à 35 ans)     | 12 ans et 3 mois  | CA 2011 - 2004 |
| 8    | Cristian Rodríguez  | 110        | 15 octobre 2003 (à 18 ans)   | 6 juillet 2018 (à 32 ans)   | 14 ans et 9 mois  | CA 2011 - 2004 |
| 9    | Diego Lugano        | 95         | 4 février 2003 (à 22 ans)    | 14 juin 2014 (à 33 ans)     | 11 ans et 4 mois  | CA 2011        |
| 10   | Egidio Arévalo Ríos | 90         | 27 septembre 2006 (à 24 ans) | 5 septembre 2017 (à 35 ans) | 11 ans            | CA 2011        |

| Rang | Joueur          | Carrière  | Buts |
| ---- | --------------- | --------- | ---- |
| 1    | Luis Suárez     | 2007-2024 | 69   |
| 2    | Edinson Cavani  | 2008-2022 | 58   |
| 3    | Diego Forlán    | 2002-2014 | 36   |
| 4    | Héctor Scarone  | 1917-1930 | 31   |
| 5    | Ángel Romano    | 1911-1927 | 28   |
| 6    | Óscar Míguez    | 1950-1958 | 27   |
| 7    | Sebastián Abreu | 1996-2012 | 26   |
| 8    | Pedro Petrone   | 1923-1930 | 24   |
| 9    | Fernando Morena | 1971-1983 | 22   |
| 9    | Carlos Aguilera | 1982-1997 | 22   |

### Joueurs emblématiques
Vainqueurs de la finale des JO 1924 : Mazali — Nasazzi , Arispe — Ghierra, Vidal, Andrade — Romano, Cea, Petrone, Scarone, Urdinarán.
Vainqueurs de la finale des JO 1928 (entre parenthèses, les changements au deuxième match) : Mazali — Nasazzi , Arispe — Gestido, Fernández (Piriz), Andrade — Urdinarán (Arremón), Castro (Scarone), Petrone (Borjas), Cea, Campolo (Figueroa). 
Vainqueurs de la finale de la Coupe du monde 1930 : Ballestero — Nasazzi , Mascheroni — Andrade, Fernández, Gestido — Dorado, Scarone, Castro, Cea, Iriarte.
Au cours du XXe siècle, la sélection uruguayenne pioche majoritairement dans les effectifs des deux grands clubs de Montevideo, le Club Nacional et le CA Peñarol, qui se partagent la grande majorité des titres de champion d'Uruguay et ont remporté chacun trois fois la Coupe intercontinentale. Le Nacional s’enorgueillit notamment d'avoir fourni tous les joueurs lors de la première victoire de la sélection en 1903 et d'avoir compté des sélectionnés lors de tous les succès de l'équipe d'Uruguay, mondiaux et continentaux.
La FIFA qualifie de « stars du passé » de la sélection uruguayenne les joueurs suivants :
- Ángel Romano, la première vedette de la sélection, six fois champion d'Amérique du Sud (un record)
- Héctor Scarone, un attaquant considéré comme l'un des meilleurs joueurs du monde avant-guerre[54], double champion olympique (en 1924 et 1928) et champion du monde en 1930
- trois héros du triomphe mondial de 1950 : Obdulio Varela, surnommé El negro jefe en français : « le chef noir », capitaine de la sélection[55], Roque Máspoli, gardien de but héros de la « finale »[56],[54], Alcides Ghiggia, l'auteur du but décisif face au Brésil[57],[54]
- Ladislao Mazurkiewicz, Uruguayen ayant disputé 13 matchs de Coupe du monde (record battu en 2018 par Fernando Muslera)[58]
- Pedro Rocha, un buteur ayant participé à quatre Coupes du monde (1962, 1966, 1970 et 1974)[n 7]
- Rodolfo Rodríguez et Hugo de León, deux capitaines emblématiques des années 1980, le premier est longtemps resté le joueur le plus capé de la sélection
- parmi la génération 1980-1990, les attaquants Carlos Aguilera et Rubén Sosa et le meneur de jeu Enzo Francescoli[59],[54], seul Uruguayen figurant parmi la liste FIFA 100
- enfin l'imprévisible Álvaro Recoba, le joueur le mieux payé au monde au début des années 2000[60].

Outre Héctor Scarone, cinq joueurs uruguayens ont participé aux trois campagnes triomphales de 1924, 1928 et 1930 : José Nasazzi, le défenseur central et capitaine de la sélection, José Andrade, surnommé La maravilla negra en français : « La merveille noire », meilleur joueur des Jeux olympiques de 1924, et les attaquants Pedro Petrone, meilleur buteur des Jeux olympiques de 1924, Pedro Cea, auteur de 5 buts en 4 matchs lors du Mondial 1930, et Santos Urdinarán (Petrone et Urdinarán ne jouent pas la finale de 1930).
La couronne mondiale de 1950 honore deux autres joueurs emblématiques : Oscar Míguez, le meilleur buteur uruguayen en Coupe du monde (8 buts en 1950 et 1954), et Juan Alberto Schiaffino, meneur de jeu génial, premier Uruguayen aux classements du meilleur joueur mondial du siècle établi par l'IFFHS et par So Foot en 2012.
Luis Alberto Cubilla, international de 1959 à 1974, suit Schiaffino au classement du « Meilleur joueur Sud-Américain du siècle » édité par l'IFFHS. Il devient ensuite un entraineur à succès et sera sélectionneur de l'Uruguay de 1991 à 1993. José Santamaría, international de 1952 à 1957, obtient sa naturalisation espagnole à la suite de son transfert au Real Madrid CF en 1957. Il disputera la Coupe du monde de 1962 avec l'Espagne après avoir joué celle de 1954 avec l'Uruguay. Pablo Bengoechea est un meneur de jeu et capitaine emblématique de la sélection, vainqueur de la Copa América en 1987 et 1995, en marquant à chaque fois en finale. Rubén Paz, un brillant gaucher, est élu meilleur joueur sud-américain de l'année 1988 (quatre ans après Francescoli, le premier uruguayen honoré de ce titre).
Les vedettes des années 2000 et 2010 sont les attaquants Diego Forlán, Luis Suárez et Edinson Cavani, et le défenseur et capitaine Diego Lugano. Le terrible défenseur Paolo Montero a arrêté sa carrière internationale trop tôt (en 2005) pour accompagner leur succès en sélection.

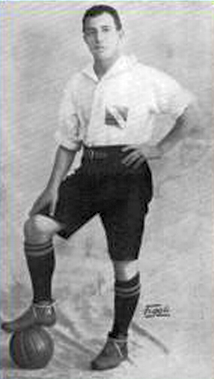
Romano en 1924
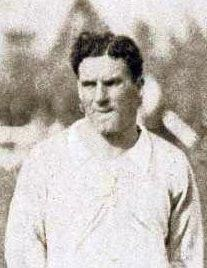
Scarone en 1926
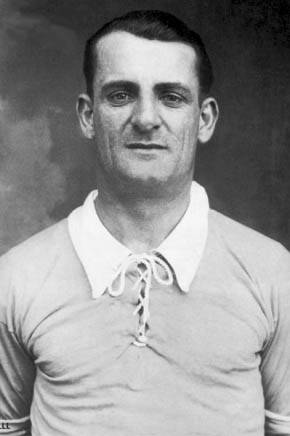
Nasazzi dans les années 1920
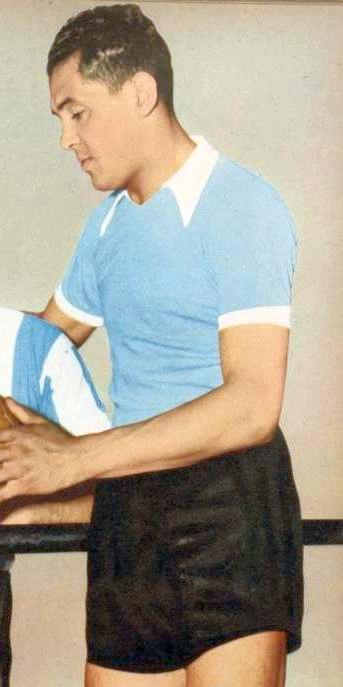
Varela en 1943
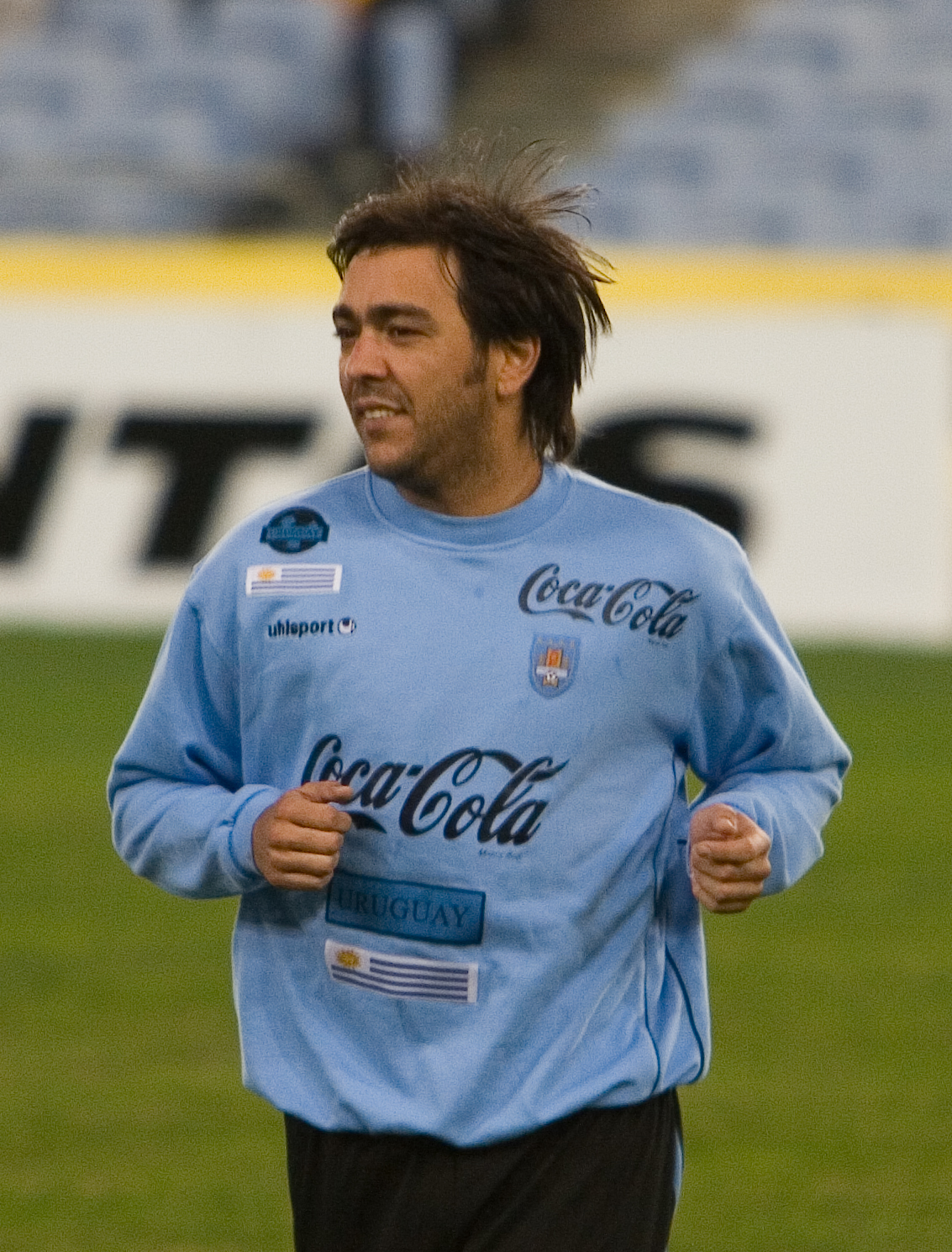
Recoba en 2007
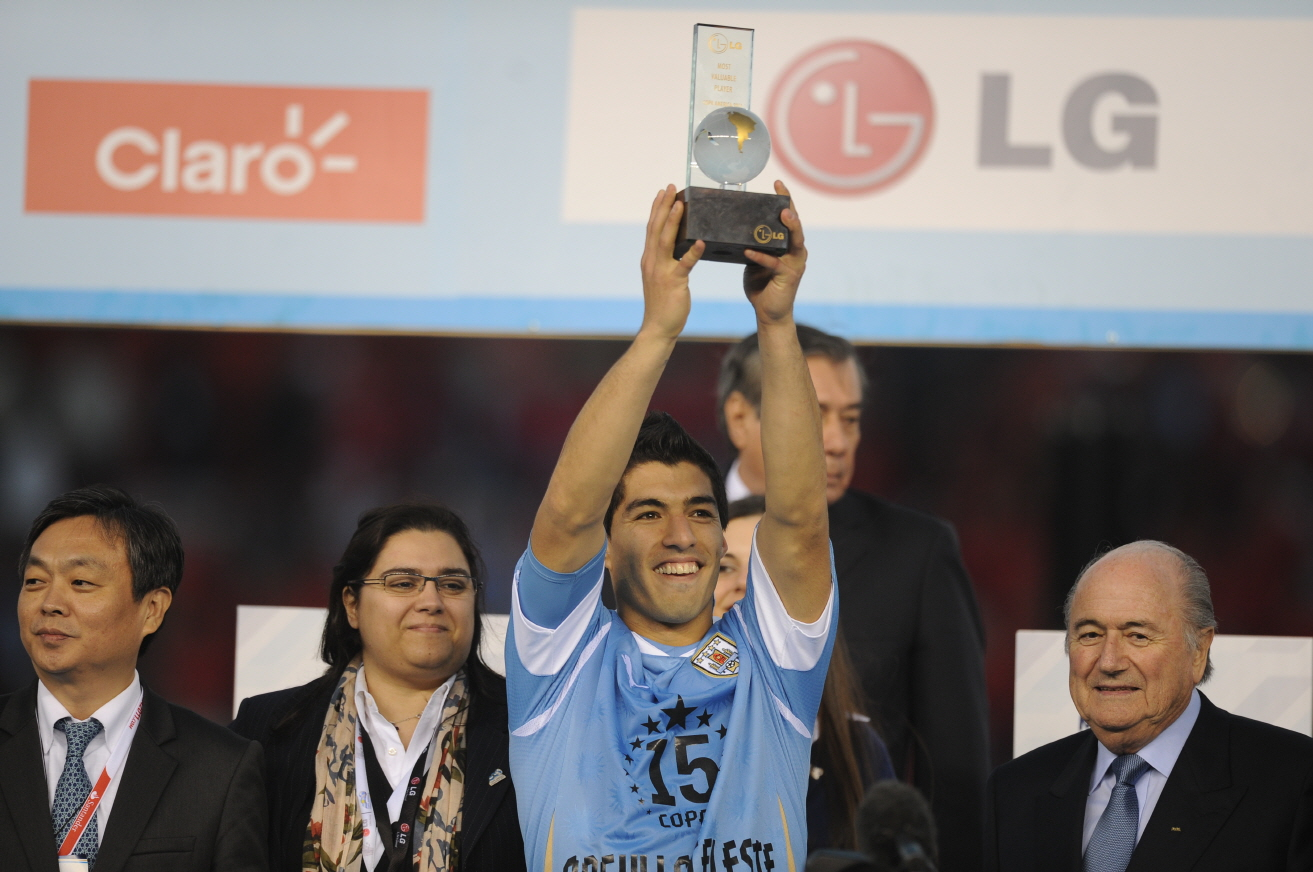
Suárez meilleur joueur de la Copa América 2011
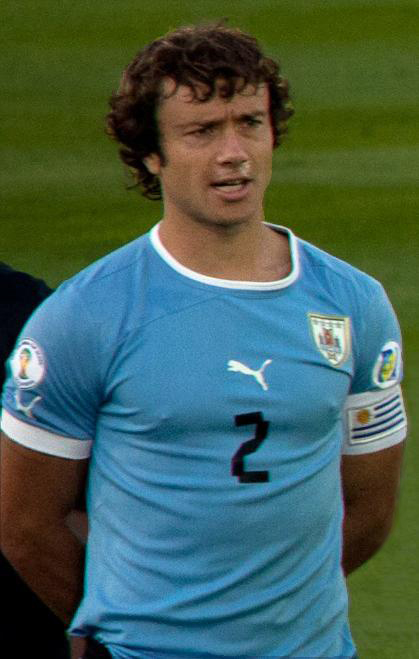
Lugano en 2011
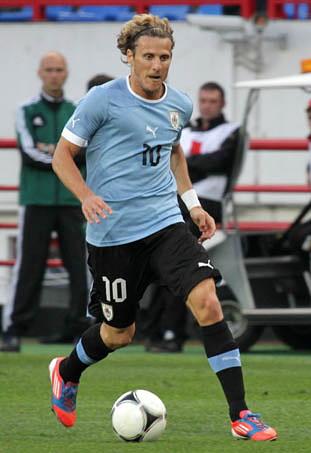
Forlan en 2012

Les joueurs suivants sont également importants dans l'histoire de la sélection uruguayenne[réf. nécessaire] :
Gardiens
- Fernando Alvez, 40 sélections entre 1980 et... 1997
- Fabián Carini, éternelle doublure en club mais meilleur gardien de la Copa América 1999

Défenseurs
- Nelson Gutiérrez, 57 sél. entre 1983 et 1990, vainqueur de la Copa América en 1983 et 1987
- Darío Rodríguez, 51 sél. entre 2000 et 2007

Milieux
- Víctor Espárrago, 67 sél. entre 1965 et 1974, a disputé trois Coupes du monde
- Pablo García, milieu défensif, 68 sél. entre 1997 et 2007
- Diego Pérez, milieu défensif depuis 2001
- Gustavo Poyet, 26 sél., vainqueur de la Copa América en 1995
- Cristian Rodríguez, 70 sél. depuis 2003

Attaquants
- Sebastián Abreu, 70 sél. entre 1996 et 2012
- Antonio Alzamendi, 31 sél. entre 1978 et 1990, meilleur joueur sud-américain de l'année 1986
- Daniel Fonseca, 30 sél. entre 1990 et 1997, vainqueur de la Copa América en 1995.

## Rivalités
| Adversaire                  | M   | V  | N  | D  |
| --------------------------- | --- | -- | -- | -- |
| Argentine                   | 207 | 60 | 52 | 95 |
| Chili                       | 83  | 47 | 18 | 18 |
| Brésil                      | 78  | 20 | 21 | 37 |
| Paraguay                    | 74  | 31 | 18 | 25 |
| Pérou                       | 67  | 37 | 15 | 15 |
| Mis à jour en décembre 2020 |     |    |    |    |

L'équipe d'Uruguay nourrit une rivalité particulière avec celle d'Argentine, les deux capitales n'étant séparées que par le río de la Plata. C'est le plus vieux duel de sélections hors Grande-Bretagne. Les deux équipes s'affrontent régulièrement à l'occasion de trophées mis en jeu entre les deux pays, notamment la Copa Lipton (entre 1905 et 1992) et la Copa Newton (entre 1906 et 1976). Elles se sont disputé deux finales mondiales, lors des Jeux olympiques de 1928 puis lors de la Coupe du monde de 1930.
L'histoire de la Celeste avec l'équipe du Brésil, autre voisin et adversaire régulier, est marquée par le choc du « Maracanaço », le surnom donné à la victoire des Uruguayens au Brésil lors de la Coupe du monde de 1950. Les deux sélections s'opposent également à six reprises en finale continentale, en 1919 (la finale est rejouée), 1956, 1983, 1989, 1995 et 1999. Comme avec l'Argentine, un trophée a été mis en jeu entre les deux pays, la Copa Rio Branco, disputée à dix reprises entre 1931 et 1976.
Parmi les sélections du reste du monde, la plus rencontrée est le Mexique (21 matchs), suivi du Costa Rica (13 matchs), de l'Angleterre et l'Italie (11 matchs), la France et l'Espagne (10 matchs) et enfin l'Australie (9 matchs). L'Uruguay n'a jamais gagné contre l'Espagne.